# Pardosa laura
Pardosa laura este o specie de păianjeni din genul Pardosa, familia Lycosidae, descrisă de Karsch, 1879. Conform Catalogue of Life specia Pardosa laura nu are subspecii cunoscute.